# Служба охраны дикой природы Кении
Службы охраны дикой природы Кении (англ. Kenya Wildlife Service, сокр. KWS), является правительственной организацией, которая была создана в 1990 году с целью сохранения и управления дикой природой Кении. В задачи стоящие перед KWS входят сохранение биоразнообразия в Кении, проблемы с изменением климата, деградацией среды обитания, истощения лесов. KWS также занимается управлением рынком туризма, борьбой с браконьерством, конфликтами между местным населением и дикой природой, вызванными ростом населения и изменением землепользования.

## Национальные парки и заповедники
В ведении KWS находиться 65 охраняемых территорий:.
- 23 национальных парка;
- 28 национальных заповедников;
- 4 морских национальных парков;
- 6 морских национальных заповедников;
- 4 национальных приюта для животных.

## Образование
KWS создало 5 учебных и 12 информационных центров, образовательные программы которых направлены на развитие понимания животного мира, среды обитания и необходимости его сохранения.